# Maria (Siquijor)
Pour les articles homonymes, voir Maria.
Maria est une municipalité philippines de la province de Siquijor, située sur l'île du même nom et baignée par la mer de Bohol.